# Centre d'exposition de Lujiazui
Le centre d'exposition de Lujiazui est un centre d'exposition situé dans le quartier de Lujiazui  à Shanghai en République populaire de Chine. Il est conçu par Office for Metropolitan Architecture (OMA).